# Phyllopsora kiiensis
Phyllopsora kiiensis är en lavart som först beskrevs av Vain., och fick sitt nu gällande namn av Gotth. Schneid. Phyllopsora kiiensis ingår i släktet Phyllopsora och familjen Ramalinaceae.   Inga underarter finns listade i Catalogue of Life.